# Stephen Berti
Stephen V. Berti (* 23. September 1956 in Carshalton; † 24. April 2015) war ein Schweizer Jurist.  Im Jahr 2010 wählte ihn die Vereinigte Bundesversammlung zum Richter des Bundesgerichts.

## Leben
Berti absolvierte von 1975 bis 1978 eine Banklehre beim Schweizerischen Bankverein. Anschliessend studierte er Rechtswissenschaft an der Universität Zürich. Er erwarb 1983 den lic. iur. in Zürich, 1989 den Dr. iur. an der Universität Zürich und 2003 die Habilitation an der Université de Fribourg (venia legendi: Zivilverfahrensrecht, Obligationenrecht, Internationales Privatrecht). Von 2006 bis 2009 war er Präsident des Schweizerischen Juristenvereins, nachdem er vorher schon drei Jahre Vizepräsident war. Seit 2008 war er Ordinarius für Zivilverfahrens- und Zivilrecht an der Universität Luzern. Im September 2010 wurde er von der vereinigten Bundesversammlung zum nebenamtlichen Richter ans Bundesgericht gewählt.
Berti war Mitherausgeber der Zeitschrift für Schweizerisches Recht und der Schweizerischen Zeitschrift für Zivilprozessrecht.

## Schriften (Auswahl)
- Zum Einfluss ungeschriebenen Bundesrechts auf den kantonalen Zivilprozess im Lichte der Rechtsprechung des schweizerischen Bundesgerichts. Zürich 1989, ISBN 3-7255-2694-X.
- mit Christoph K. Graber: Das Schweizerische Geldwäschereigesetz. Gesetzesausgabe mit englischer Übersetzung und Anmerkungen. Zürich 1999, ISBN 3-7255-3839-5.
- mit Daniel Girsberger (Hg.): „Nur, aber immerhin“. Beiträge zum nationalen und internationalen Wirtschaftsrecht. Festgabe für Anton K. Schnyder zum 50. Geburtstag. Zürich 2002, ISBN 3-7255-4493-X.
- Einführung in die schweizerische Zivilprozessordnung. Basel 2011, ISBN 978-3-7190-2976-0.